# Diagrama de bloques de funciones

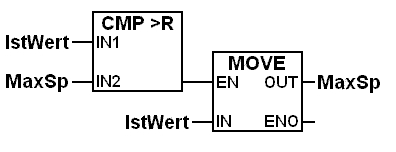
Ejemplo de un diagrama de bloques de funciones.

El diagrama de bloques de funciones, o Function Block Diagram (FBD) es un lenguaje gráfico para controladores de lógica programable, que describe la función entre variables de entrada y variables de salida, misma que puede ser descrita como un conjunto de bloques. Las variables de entrada y salida están conectadas a bloques por líneas de conexión.
Las entradas y salidas de los bloques están conectadas mediante enlaces, los cuales pueden usarse para conectar dos puntos lógicos del diagrama, ya sea una variable de entrada con una entrada del bloque, una salida de un bloque con una entrada de otro bloque, o una salida de un bloque con una variable de salida.
El FBD es uno de los cinco lenguajes especificados en el estándar IEC 61131-3.